# Primeira Liga 2006/07
De Primeira Liga 2006–2007 was het 73ste seizoen van de strijd in de hoogste afdeling van het Portugese betaald voetbal. Het ging van start op 27 augustus 2006 en eindigde op 20 mei 2007. De competitie was ingekrompen van 18 naar 16 clubs. Nieuwkomers waren SC Beira-Mar en CD Aves. Beide clubs waren in het voorafgaande seizoen (2005/06) vanuit de Liga de Honra naar de hoogste divisie gepromoveerd. Titelverdediger FC Porto behaalde onder leiding van de nieuwe trainer-coach Jesualdo Ferreira de 22ste landstitel uit de clubgeschiedenis.

## Eindstand
| №  | Club              | WG | W  | G  | V  | DV | DT | +/– | Punten |
| -- | ----------------- | -- | -- | -- | -- | -- | -- | --- | ------ |
|    | FC Porto          | 30 | 22 | 3  | 5  | 65 | 20 | +45 | 69     |
| 2  | Sporting CP       | 30 | 20 | 8  | 2  | 54 | 15 | +39 | 68     |
| 3  | SL Benfica        | 30 | 20 | 7  | 3  | 55 | 20 | +35 | 67     |
| 4  | Sporting Braga    | 30 | 14 | 8  | 8  | 35 | 30 | +5  | 50     |
| 5  | Belenenses        | 30 | 15 | 4  | 11 | 36 | 29 | +7  | 49     |
| 6  | Paços de Ferreira | 30 | 10 | 12 | 8  | 31 | 36 | –5  | 42     |
| 7  | União Leiria      | 30 | 10 | 11 | 9  | 25 | 27 | –2  | 41     |
| 8  | CD Nacional       | 30 | 11 | 6  | 13 | 41 | 38 | +3  | 39     |
| 9  | Boavista FC       | 30 | 8  | 11 | 11 | 32 | 34 | –2  | 35     |
| 10 | Estrela Amadora   | 30 | 9  | 8  | 13 | 23 | 36 | –13 | 35     |
| 11 | Naval 1° de Maio  | 30 | 7  | 11 | 12 | 28 | 37 | –9  | 32     |
| 12 | CS Marítimo       | 30 | 8  | 8  | 14 | 30 | 44 | –14 | 32     |
| 13 | Académica Coimbra | 30 | 6  | 8  | 16 | 28 | 46 | –18 | 26     |
| 14 | Vitória Setúbal   | 30 | 5  | 9  | 16 | 21 | 45 | –24 | 24     |
| 15 | SC Beira-Mar      | 30 | 4  | 11 | 15 | 28 | 55 | –27 | 23     |
| 16 | CD Aves           | 30 | 5  | 7  | 18 | 22 | 42 | –20 | 22     |

## Statistieken

### Meeste speelminuten
| Naam       | Club            | Duels | Min.  | Werd in het veld gebracht | Werd van het veld gehaald |
| ---------- | --------------- | ----- | ----- | ------------------------- | ------------------------- |
| Auri       | Vitoria Setúbal | 30    | 2.700 | 0                         | 0                         |
| Peçanha    | Paços Ferreira  | 30    | 2.700 | 0                         | 0                         |
| Pedro Roma | Académica       | 30    | 2.700 | 0                         | 0                         |

### Nederlanders
Onderstaande Nederlandse voetballers kwamen in het seizoen 2006/07 uit in de Primeira Liga.
| Naam         | Club        | Debuut     | Duels | Goals |
| ------------ | ----------- | ---------- | ----- | ----- |
| Arvid Smit   | CS Marítimo | 28.01.2007 | 13    | 1     |
| Darl Douglas | CS Marítimo | 04.02.2007 | 13    | 1     |